# Hermann Bachmann (Journalist)

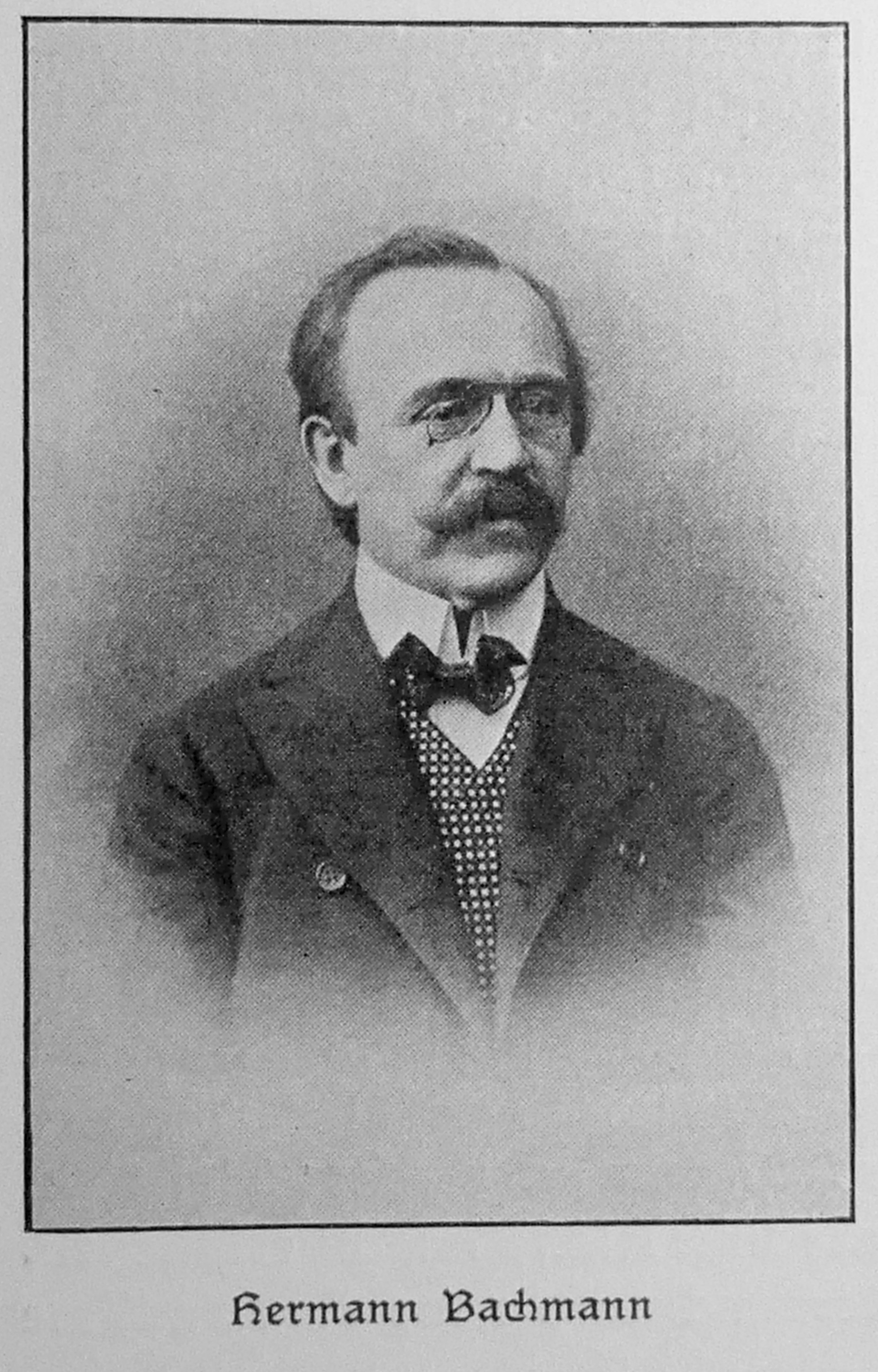
Hermann Bachmann, Chefredakteur der Vossischen Zeitung 1900–1920 (Foto von 1904)

Hermann Bachmann  (* 21. Dezember 1856 in Elbogen (Loket); † 16. November 1920 in Berlin) war ein deutsch-böhmischer Journalist und Schriftsteller. Er leitete zwei Jahrzehnte lang als Chefredakteur die Vossische Zeitung in Berlin.

## Leben
Hermann Bachmann wurde in der nordwestböhmischen Kleinstadt Elbogen (Loket) bei Karlsbad geboren. Sein Vater Ferdinand Bachmann war in Elbogen Hauptschullehrer. Die Familie zog nach Prag, als der Vater Direktor der Kaiserlich-Königlichen Deutschlehrerinnenbildungsanstalt und Schulrat in Prag wurde. Hermann verbrachte die Kindheit größtenteils in Prag und legte am deutschen Kaiserlich-Königlichen Kleinseitner Obergymnasium in Prag das Abitur ab. Er studierte an der Karls-Universität Prag deutsche und klassische Philologie. Er wurde mit 22 Jahren Gymnasiallehrer, zuerst in Smichow bei Prag, dann in Pilsen. In Pilsen heiratete er Anna Cohn (* 1861 in Frauenberg; † 15. Mai 1924 in Berlin).

### Journalist in Österreich-Ungarn und Süddeutschland
Nach drei Jahren als Lehrer (1878 bis 1881) verließ er den Schuldienst. Bereits als Student hatte Bachmann für Zeitungen geschrieben, etwa den deutschsprachigen liberalen Tagesboten aus Böhmen. Er beteiligte sich von nun hauptberuflich als Journalist und Publizist in Westböhmen an den politischen und kulturellen Auseinandersetzungen zwischen Deutschen, Tschechen und den Behörden. Er wurde Redakteur und Chefredakteur der liberalen Pilsener Zeitung. Daneben schrieb er für die deutschsprachige Bohemia in Prag. Unter dem Ministerpräsidenten Eduard Taaffe wurde die Pressefreiheit stark eingeschränkt, zugleich wurden die Rechte der nichtdeutschen Bevölkerung in mehrheitlich deutschen Gebieten Böhmens gefördert. Die Deutschböhmen versuchten, ihre Vorherrschaft zu bewahren oder Böhmen in ein deutsches und tschechisches Gebiet zu trennen. Bachmann verstand dies wie seine Mitstreiter als Abwehrkampf und Schutz des Deutschtums.
1888 gab er die Chefredaktion bei der Pilsener Zeitung auf, verließ er Böhmen und ging nach Wien. Er trat in die Redaktion der liberalen Deutschen Zeitung ein. Als politischer Redakteur war er für deutsche Reichspolitik zuständig. 1890 wechselte er nach München und wurde für zwei Jahre Redakteur der liberalen Allgemeinen Zeitung beim Verlag der Cotta’schen Buchhandlung.

### Chefredakteur der Vossischen Zeitung in Berlin
1892 zog er nach Berlin und wurde Redakteur der Vossischen Zeitung. Ab 1895 war er Stellvertreter des Chefredakteurs Friedrich Stephany. Ab 1. Oktober 1900 leitete er Berlins älteste Tageszeitung allein.
Anders als die meisten Chefredakteure schrieb Bachmann selten Leitartikel. In der Vossische Zeitung war die Redaktionsleitung traditionell von der Position des Chefkommentators getrennt, die während Bachmanns Leitung fast durchgehend beim Leitartikler Isidor Levy lag, der damit die liberale politische Linie stark bestimmte. Ab 1914 begann Georg Bernhard stark die Linie zu prägen. Daher wirkte Bachmann vor allem als Organisator, Redaktionsmanager und Neuerer.
Als Chefredakteur begann er mit einem behutsamen Modernisierungskurs. Berlins Zeitungsmarkt erlebte eine stürmische Entwicklung mit vielen Innovationen in Journalismus, Technik, Werbung und Vertrieb sowie sehr hohem Konkurrenzdruck. Die Vossische Zeitung war zwar hoch angesehen, galt aber zunehmend als altmodisch, langsam und unattraktiv für neue Leserschichten. Sie stagnierte bei einer kleinen, leicht rückläufigen Auflage von etwa 30.000 Exemplaren, während die Stadt Berlin rasant wuchs und andere Blätter Hunderttausende absetzten. Bachmann setzte eine Reihe von redaktionellen und technischen Neuerungen durch, geriet bei vielen Vorschlägen jedoch in Konflikt mit dem alten Verleger Carl Robert Lessing und Miteigentümern, die steigende Kosten für neues Personal und Technik (Telegrafie, Ferndrucker, Rohrpost, Setzmaschinen u. a.) scheuten.
Ab Oktober 1900 erhielt die Vossische Zeitung  wie andere Zeitungen einen ständigen Feuilleton-Teil „unter dem Strich“. Ab März 1904 erschien, von Bachmann angeregt und geleitet, wöchentlich die Beilage „Für Reise und Wanderung“. Bachmann fühlte sich durch Theodor Fontanes „Wanderungen durch die Mark Brandenburg“ zum Wandern im Berliner Umland angeregt, was ihn wiederum zur Reisebeilage inspirierte, die anfangs ganz ohne Inserate erschien. Sie war die erste moderne Reisebeilage in Deutschland und wurde bald von vielen Zeitungen nachgeahmt. Bachmann leitete auch die neue Beilage „Literarische Umschau“ und führte eine kommunalpolitische Beilage „Groß-Berlin“ und die „Frauen-Beilage“ ein. Bachmann erweiterte das in- und ausländische Korrespondentennetz. Ab Oktober 1910 ließ Bachmann eine Montagsausgabe herstellen. Die Aktualität wurde gesteigert durch neue Positionen für einen Umbruchredakteur und einen Spätabenddienst in den Ressorts. Er überholte das Seitenlayout und führte größere Überschriften, Spitzmarken und Rubriken ein. Am 24. Dezember 1911 änderte er den Titelkopf; von nun an lautete der Haupttitel offiziell Vossische Zeitung, während die bisherige Hauptzeile Königlich privilegirte Berlinische Zeitung von Staats- und Gelehrten Sachen nach 200 Jahren Untertitel wurde. Nach der Novemberrevolution 1918 entschied Bachmann, das „Königlich privilegirte“ zu streichen. Bachmann begleitete die Jubiläumsfeiern und Sonderpublikationen zum 200-jährigen Bestehen der Zeitung am 29. Oktober 1904. Er leitete den kriegsbedingt forcierten Umzug vom alten Pressehaus in der Breiten Straße in das Ullstein-Haupthaus in der Kochstraße am 2. August 1914, womit die Verschmelzung des Betriebs mit der Ullstein-Verlagsorganisation und enger Kooperation mit den Ullstein-Schwesterzeitungen begann.
Er behielt seinen Chefredakteursposten, obwohl es zwischen 1905 und 1914 zu erheblichen Änderungen bei Eigentümern und Management kam. Bei der Übernahme durch den Ullstein-Verlag 1914 wurden Bachmann und die meisten seiner Redakteure übernommen. Die neuen Eigentümer setzten jedoch Bachmann den Ullstein-Verlagsdirektor Georg Bernhard zur Seite. Er sollte für die Redaktion als Vertrauensmann des Verlags fungieren. Bachmann verhielt sich kollegial. Bernhard wuchs in die Rolle eines Ko-Chefredakteurs hinein. Im Tagesgeschäft löste Bernhard Bachmann im Laufe der Kriegsjahre ab, auch wenn erst mit Bachmanns Tod 1920 offiziell Chefredakteur wurde. Gemeinsam führten sie während des Ersten Weltkriegs weitere journalistische, technische und typografische Neuerungen ein. Sie standen einer stark verkleinerten Redaktion vor, weil zahlreiche Mitarbeiter zum Militär einberufen wurden. Sie rangen mit dem Problem sinkenden Zeitungsumfangs und wegfallender Beilagen, weil das Papier knapp wurde, mit täglicher Militärzensur und großen Druck von Oberster Heeresleitung, Regierung und Behörden auf die Berichterstattung.
Er wohnte in Berlin wie andere leitende Redakteure zunächst im Verlagshaus über der Redaktion in der Breiten Straße, später in Charlottenburg, zuletzt in der Weimarer Straße 29. Er starb nach einem wochenlangen Halsleiden überraschend mit nur 63 Jahren.

## Werke
Bachmann schrieb bereits 1898 eine Geschichte der Vossischen Zeitung. Er begleitete den umfangreichen Jubiläumsband Die Vossische Zeitung. Geschichtliche Rückblicke auf drei Jahrhunderte von Arend Buchholtz zum 200-jährigen Bestehen der Zeitung am 29. Oktober 1904. Bachmann hatte vor, die Zeitungshistorie fortzusetzen, sammelte Materialien und eigene Aufzeichnungen. Nach seinem Tod nutzte der Redakteur Max Osborn Bachmanns Dokumente für einen Buchaufsatz.
Er veröffentlichte als Herausgeber 1900 das Sammelwerk Deutsche Arbeit in Böhmen beim Berliner Concordia Verlag. Es trug ihm die Ernennung zum korrespondierenden Mitglied der Akademie „Gesellschaft zur Förderung deutscher Wissenschaft, Kunst und Literatur in Böhmen“ ein. Der Band wurde 1969 beim Münchner Aufstieg-Verlag nachgedruckt.
1905 veröffentlichte Bachmann seinen einzigen Roman Im Heidenhof. Eine Geschichte aus Südtirol.
1924 erschien Gesammelte Erzählungen. Verlag der Gesellschaft zur Förderung deutscher Wissenschaft, Kunst und Literatur in Böhmen, Prag; Sudetendeutscher Verlag J. Kraus, Reichenberg, herausgegeben von Alfred Klaar.